# Chiasmocleis
Chiasmocleis is een geslacht van kikkers uit de familie smalbekkikkers (Microhylidae). De groep werd voor het eerst wetenschappelijk beschreven door Lajos Méhely in 1904. Oorspronkelijk werd de wetenschappelijke naam Nectodactylus gebruikt.
Er zijn dertig soorten inclusief vijf soorten die pas in 2014 voor heerst wetenschappelijk zijn beschreven. Alle soorten komen voor in tropisch Zuid-Amerika.

## Taxonomie
Geslacht Chiasmocleis
- Soort Chiasmocleis alagoana
- Soort Chiasmocleis albopunctata
- Soort Chiasmocleis anatipes
- Soort Chiasmocleis antenori
- Soort Chiasmocleis atlantica
- Soort Chiasmocleis avilapiresae
- Soort Chiasmocleis bassleri
- Soort Chiasmocleis capixaba
- Soort Chiasmocleis carvalhoi
- Soort Chiasmocleis centralis
- Soort Chiasmocleis cordeiroi
- Soort Chiasmocleis crucis
- Soort Chiasmocleis devriesi
- Soort Chiasmocleis gnoma
- Soort Chiasmocleis haddadi
- Soort Chiasmocleis hudsoni
- Soort Chiasmocleis lacrimae
- Soort Chiasmocleis leucosticta
- Soort Chiasmocleis magnova
- Soort Chiasmocleis mantiqueira
- Soort Chiasmocleis mehelyi
- Soort Chiasmocleis papachibe
- Soort Chiasmocleis quilombola
- Soort Chiasmocleis royi
- Soort Chiasmocleis sapiranga
- Soort Chiasmocleis schubarti
- Soort Chiasmocleis shudikarensis
- Soort Chiasmocleis supercilialba
- Soort Chiasmocleis tridactyla
- Soort Chiasmocleis ventrimaculata

Chiasmocleis · 
Ctenophryne · 
Dasypops · 
Dermatonotus · 
Elachistocleis · 
Gastrophryne · 
Hamptophryne · 
Hypopachus · 
Nelsonophryne